# Dekadance
DEKAdance war eine Rockband aus Dresden. Die 1985 in der DDR gegründete Formation bot zappaeske Musik unterschiedlichster Stile – von Volksmusik bis Heavy Metal – unterhaltsam dar.

## Werdegang
Die Mitglieder von DEKAdance spielten in einer Reihe von Seitenprojekten, wie im The New Fantastic Art Orchestra of North, bei Aufruhr in der Savanne (a.i.d.s), den Rockys, Fetita Mea Mică und The European Jazz Ensemble of Modern Art. Als Schlagzeugerin Gabi Schubert parodierte sich der Komiker Olaf Schubert als eigene „Schwester“ selbst. Jahrelang waren Mitglieder der selbsternannten „Mutter aller Bands“ immer wieder bei Aufführungen des legendären Krippenspiels in der Dresdner Scheune und auch vielen anderen Orten Mitteldeutschlands zu sehen.
In den 1980er Jahren wirkte zeitweise der spätere Komponist Torsten Rasch bei DEKAdance mit, er war auch am ersten Studio-Album Happy Birthday beteiligt. Das Album enthält mit dem Titel Alex Goes To Hollywood eine ironische Anspielung auf die damals fehlende Reisefreiheit.

## Auflösung
Mit den Worten „Diese Band endet hier! Vielen Dank für 35 Jahre Unterstützung!“ auf ihrer zu diesem Zeitpunkt leeren Homepage gab Dekadance Ende April 2022 ihre Auflösung bekannt. Grund war, dass sich "die Situation kurzfristig und nicht vorhersehbar dergestalt geändert hat, dass ein gemeinsamer Bühnenauftritt nicht mehr möglich ist". Laut MDR war das Ende bereits für 2020 geplant (und wurde wegen Corona verschoben). Anlässlich des 30-jährigen Bühnenjubiläums von Olaf Schubert trat die Band im August 2024 noch einmal in der Jungen Garde in Dresden auf.

## Diskografie
- Happy Birthday (Amiga, 1989)
- Dem Deutschen Volke (Zong, 1991)
- Peace-Light (Live-Album, Löwenzahn/R.U.M. Records,  1992)
- Unfugged (Palmo Music, 1994)
- The Lappen (Palmo Music, 1997)
- Achtung die Fette kommt (Palmo Music, 1999)
- Live in London (Palmo Music, 2002)
- DEKAdance – Der Film (DVD, 2004)
- 75 Jahre Rock ’n Roll (Doppelalbum, 2005)
- Meine erste CD von Puhdys! (Palmo Music, 2007)
- Zeit für Veränderung (Palmo Music, DVD und CD, 2010)
- Versöhnliche Melodien für den solventen Herrn (CD, 2015)

Beiträge auf Samplern
- Das Album - Rockbilanz 1989 – Titel It's Time Goes By (Amiga, 1989)
- Grenzfälle – Titel The Contempt (Zong, 1990)
- Die DT 64-Story Vol. 7 – Titel It's Time Goes By (Hansa/Amiga, 1997)